# Jens Kunath (Radsportler)

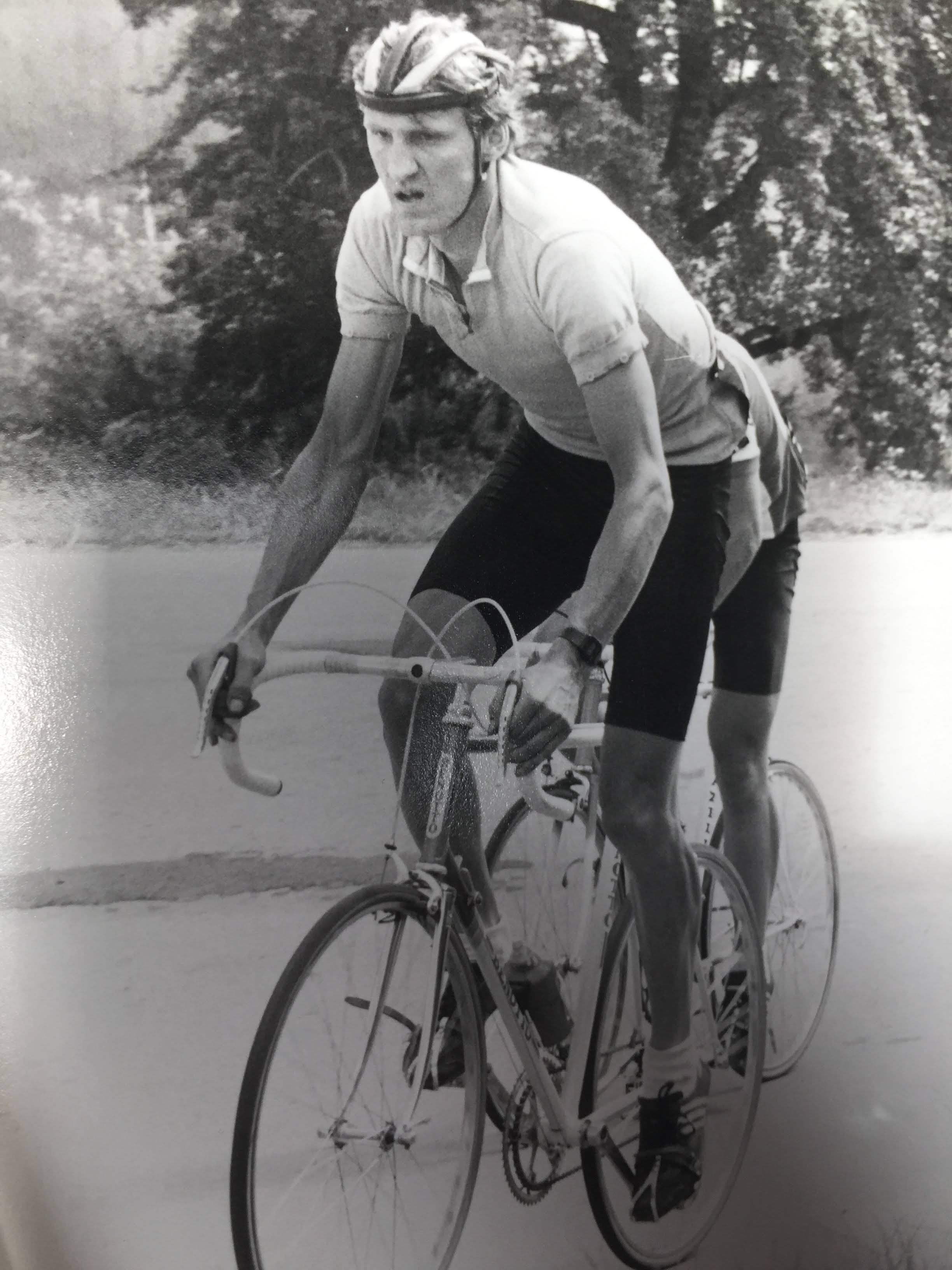
Jens Kunath

Jens Kunath (* 17. März 1959) ist ein ehemaliger deutscher Radrennfahrer.

## Sportliche Laufbahn
Jens Kunath war vor allem in Steherrennen erfolgreich. 1977, 1978, 1980 und 1982 gewann er die Internationale Stehermeisterschaft von Berlin auf der Radrennbahn der Werner-Seelenbinder-Halle in Berlin. 1981 wurde er nationaler Vize-Meister hinter Günter Gottlieb, 1985 hinter Ronald Hempel. 1982 wurde er Dritter der nationalen Meisterschaft im Steherrennen der DDR. 1985 gewann er den Großen Preis der Stadt Leipzig im Steherrennen. Er startete für die Vereine Motor Diamant Karl-Marx-Stadt, BSG Robotron Optima Erfurt und den RSV Chemnitz. Sein Stammschrittmacher war viele Jahre lang Georg Sternberg. 
1981 war er mit acht Siegen der erfolgreichste Steher in der Jahreswertung des Deutschen Radsportverbandes der DDR.